# Âges sombres (cosmologie)
Pour les articles homonymes, voir Âge sombre (homonymie).

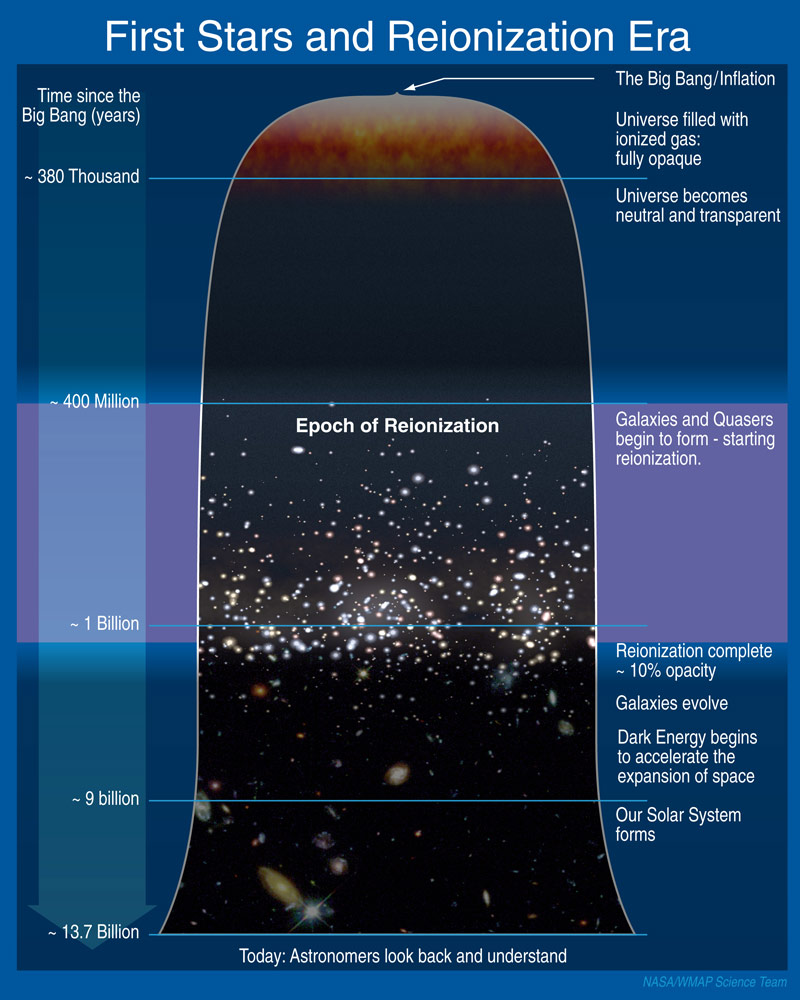
Place de l'âge sombre dans la chronologie de l'univers,
de 400000 ans à 400 millions d'années après le Big Bang.

En cosmologie, le terme d'âges sombres, de l'anglais dark ages, est l'époque de l'histoire de l'Univers située entre l'émission du fond diffus cosmologique (la recombinaison) et l'allumage de la première génération d'étoiles. Durant cette période, aucun processus astrophysique ne permet de produire de rayonnement électromagnétique. Il n'existe donc aucun moyen de sonder l'état de l'Univers à ces époques.

## État de l'Univers au commencement des âges sombres
Contrairement à ce que son nom pourrait suggérer, le début des âges sombres suivant l'époque de la recombinaison baignait dans le rayonnement du fond diffus cosmologique qui était encore très chaud, de l'ordre de 3 000 K, émis principalement dans le visible et le proche infrarouge. Le fond du ciel était alors d'une luminosité considérable, uniformément comparable à celle de la surface du Soleil.

## Origine de l'obscurité et du froid du fond du ciel
C'est cependant à cette époque reculée que l'obscurité du fond du ciel s'est établie. En effet, le spectre thermique du fond diffus cosmologique fut progressivement décalé vers le rouge par l'expansion, jusqu'à être déplacé dans l'infrarouge. Le fond du ciel devint « noir » pour la première fois, quoique encore très chaud (environ 500 °C), parcourant lentement (en des dizaines à des centaines de millions d'années) l'échelle décroissante des températures. C'est pendant les âges sombres que la température du fond diffus cosmologique descendit en dessous de 0 °C ; et qu'ainsi le fond du ciel devint « froid ».

## Début de la structuration galactique, et de «l'ère stellaire»
C'est durant la période des âges sombres qu'a commencé la formation des grandes structures. L'Univers était un gaz diffus d'hydrogène et d'hélium qui se rassemblait pour former les premières galaxies. L'allumage des premières étoiles marque la réionisation du gaz et la fin des âges sombres.
L'époque exacte de la fin des âges sombres n'est pas connue avec certitude, car le détail du processus de formation des premières étoiles est encore mal connu. Cette époque est antérieure à celle de la réionisation, puisque cette dernière correspond au moment où le rayonnement émis par les premières générations d'étoiles est suffisant pour ioniser les atomes d'hydrogène et d'hélium. La date de la réionisation est mal connue. Selon la première analyse des données du satellite WMAP, elle pourrait se situer aux alentours d'un décalage vers le rouge de 16, mais cette affirmation a été tempérée par une analyse plus fine de ces données. Il pourrait être envisageable d'étudier la fin de la période des âges sombres et le début de la réionisation par l'intermédiaire de la cartographie de l'Univers avec la raie à 21 centimètres de l'hydrogène.